# Жослен II од Едесе
Жослен II био је син и наследник Жослена I од Куртенеа и последњи гроф Едесе од 1131. године до 1150. године када га је заробио Зенгијев син Нур ад Дина.

## Биографија
Жослен II се помиње 1123. године као талац емира Белека, владара Алепа, који је заробио јерусалимског краља Балдуина II и Жослена од Куртенеа. Ослобођен је 1127. године. Гроф Едесе постао је након погибије свога оца 1131. године. Трудио се да Едесу учини независном од Јерусалимске краљевине којом је у његово време владала Мелисенда Јерусалимска и Фулк Јерусалимски.
Жослен је био владар Едесе приликом пада 1143. године. У време Зенгијевог напада није се налазио у самом граду већ је био у неком ратном походу. Није стигао са својом војском да одбрани град који је заузет крајем 1143. године. Наставио је да влада грофовијом, али са знатно смањеном територијом. Извршио је неуспешан покушај да спасе град. Након пропасти Другог крсташког рата, Зенгијев син Нур ад Дин је кренуо у освајање целе грофовије. Дана 4. маја 1150. године Жослен је упао у ад Динову клопку. У заробљеништву су му ископане очи након што је одбио да пређе у ислам. Тада је престало свако интересовање крсташких вођа за Жосленову судбину. Након девет година, Жослен умире у тамници.

## Породично стабло
|  |                         |  |  |  |  |  |  |  |  |  |  |  |  |  |  |  |
|  | 2. Жослен I од Куртенеа |  |  |  |  |  |  |  |  |  |  |  |  |  |  |  |
|  |                         |  |  |  |  |  |  |  |  |  |  |  |  |  |  |  |
|  |                         |  |  |  |  |  |  |  |  |  |  |  |  |  |  |  |
|  | 1. Жослен II од Едесе   |  |  |  |  |  |  |  |  |  |  |  |  |  |  |  |
|  |                         |  |  |  |  |  |  |  |  |  |  |  |  |  |  |  |
|  |                         |  |  |  |  |  |  |  |  |  |  |  |  |  |  |  |
|  | 3.                      |  |  |  |  |  |  |  |  |  |  |  |  |  |  |  |
|  |                         |  |  |  |  |  |  |  |  |  |  |  |  |  |  |  |
|  |                         |  |  |  |  |  |  |  |  |  |  |  |  |  |  |  |